# روبرت أوين هاتشينز
روبرت أوين هاتشينز (بالإنجليزية: Robert Owen Hutchins)‏ هو كيميائي أمريكي، ولد في 25 سبتمبر 1939، وتوفي في 9 أكتوبر 2009.